# Пустая шкатулка и нулевая Мария
Пустая шкатулка и нулевая Мария (яп. 空ろの箱と零のマリア Уцуро но хако то дзэро но Мариа, букв. «Пустая шкатулка и нулевая Мария») или Hakomari (яп. 箱マリ Хакомари) — ранобэ Эйдзи Микагэ, иллюстрированное Тэцуо. Выпускалось издательством ASCII Media Works с января 2009 года по июнь 2015 года.

## Сюжет
Кадзуки Хосино был ничем не примечательным старшеклассником, живущим самой обычной жизнью. Но одним мартовским днём в конце учебного года в его класс ко всеобщему удивлению внезапно переводится красивая загадочная новенькая. Девушка коротко представляется, сообщив классу только своё имя — Ая Отонаси, после чего обращается непосредственно к самому Кадзуки: «Я здесь, чтобы раздавить тебя». С этих слов беззаботная жизнь Хосино, которой тот так дорожил, преображается в замкнутый круг смятения и страха. В историю оказываются вовлечены могущественные сверхъестественные предметы — так называемые «шкатулки», способные исполнить любое желание обладателя. Одни шкатулки исполняют желание владельца в его персональном мире, другие воздействуют на реальную действительность. Сила шкатулки заключается в том что она исполняет желание человека в полном соответствии с его ожиданиями, что является и плюсом, и минусом шкатулки потому что большинство людей не могут представить себе то, что существует вещь способная исполнить любое желание, это приводит к тому что в желание прокрадывается изъян.
На протяжении истории Кадзуки встречает разных обладателей шкатулок, у каждого из которых свои причины использовать их силу. Однако, что это за шкатулки? Откуда они? Как с этим связана таинственная новенькая, и что она имела в виду под своим высказыванием? Кто или что ещё замешено в этом, и куда всё это приведёт? На эти вопросы Кадзуки Хосино и предстоит найти ответы.

## Персонажи
- Кадзуки Хосино (яп. 星野 一輝  Хосино Кадзуки) — главный герой ранобэ. Совершенно обычный старшеклассник, любящий бездельничать со своими друзьями. Его история начинается, когда О предлагает ему шкатулку. Однако парень отказывается от неё, потому что единственное, чего он желает - жить нормальной повседневной жизнью. Это послужило причиной заинтересованности сущности О в Кадзуки. О начинает раздавать шкатулки людям из окружения Хосино, и прежде чем Казуки узнает об этом, его повседневная жизнь начинает рушиться различными способами. О надеется таким образом изучить парня и то, как он будет действовать в различных сценариях, пока однажды не сдастся и сам не использует шкатулку. Таким образом Кадзуки становится врагом Сущности О и стремится разрушить шкатулки.
- Мария «Ая» Отонаси (яп. 音無 麻理亜  Отонаси Мариа) — главная героиня ранобэ. Красивая, но необщительная девушка с решительным характером. Переходит в класс Кадзуки 2 марта, почти в конце учебного года. Мария очень строга в своих действиях и убеждениях. Девушка глубоко заботится о других людях и желает всеми средствами, кроме насилия и убийств, сделать их счастливыми при помощи своей шкатулки «Ущербное блаженство», платой за использование которой, становятся воспоминания Марии. Желание приносить людям счастье девушка переняла от своей старшей сестры, погибшей в автомобильной аварии вместе с родителями. Из-за пережитой трагедии Мария замыкается в себе, ни в грош не ставит личные интересы, а саму себя считает шкатулкой. Поэтому Отонаси независимо от последствий для себя жертвует воспоминаниями ради помощи другим.
- О (яп. オー) — сущность неопределённого пола, созданная шкатулкой Марии. Любит менять облик, притворяясь другими людьми. Настоящий же облик О совпадает с обликом Аи Отонаси - погибшей сестры Марии, таким образом, он(она) является воплощением желания Марии и её сестры исполнять желания людей.
- Касуми Моги (яп. 茂木 霞 Моги Касуми) — послушная, тихая и бесстрастная девушка. Касуми жила нормальной школьной жизнью, однако всегда была в депрессии. Поскольку у неё никогда не было настоящих эмоций, она никогда не была счастлива. Касуми думала, что улыбки остальных людей тоже не настоящие. Влюбляется в Кадзуки после того как он обратил на неё внимание. Является владельцем шкатулки «Комната отмены». Владела ей, так как не хотела умирать попав под аварию, которая происходила каждый раз в конце дня «Комнаты отмены». Находясь в «Комнате отмены» имела способность "стирать" людей убийством, что бы они после повторов пропадали.
- Коконэ Кирино (яп. 桐野 心音 Коконэ Кирино) — яркая и красивая девушка. Очень внимательна к своим друзьям, но иногда бывает назойливой. Коконэ и Дайя знают друг друга с детства, а их словесные перепалки стали легендарными среди одноклассников. У девушки очень плохое зрение, из-за чего ей нужно носить контактные линзы. Несмотря на всё своё самолюбие, как это может показаться, в средней школе Кирино была тихой и замкнутой в себе, ходящей в огромных круглых очках и постоянно опускающей взгляд вниз, девочкой. Встречалась с Дайей в средней школе, но позже они же расстаются. На её спине — шрам, который никогда не пройдет (о её спину тушила сигареты Карино, выложив слово, которое даже в общественных туалетах редко встретишь). Дайя думал, что она была хозяином шкатулки «Кинотеатр гибели желаний», но на самом деле владелицей была Миюки. Ближе к концу истории у Коконэ появился ещё один шрам - уже на животе, из-за того, что, по приказу Кадзуки, Кирино вонзила себе нож в живот.
- Дайя Оминэ (яп. 大嶺 醍哉 О:минэ Даия) — самолюбивый и высокомерный ученик, который красит волосы в серебряный цвет и носит три пирсинга в правом ухе. Староста класса на втором году обучения и друг Кадзуки. Владеет шкатулкой «Тень греха и возмездие» и с помощью неё хочет избавиться от людской «глупости». С её помощью создавал "Собако-Людей" — людей, которые вели себя как собаки. Из тех, кто совершал серьёзные преступления. Был побежден Кадзуки. После поражения был смертельно ранен одним из своих же фанатиков, но спасен благодаря шкатулке Марии. После чего оказался в больнице.
- Харуаки Усуй (яп. 臼井 陽明 Усуи Харуаки) — жизнерадостный и легкомысленный бейсбольный ас. Часто болтается с Кадзуки и Дайей. Влюблен в Коконэ. Ради Коконэ и Дайи бросил бейсбольную карьеру и отклонил предложение о поступлении в другую школу.
- Ироха Синдо (яп. 新藤 色葉 Синдо Ироха) — президент студенческого совета. Она очень умная и спортивная и её часто называют сверхчеловеком за выдающиеся способности в концентрации и достижении всего, что она хочет. Принимает шкатулку Дайи «Тень греха и возмездие» и всячески помогает ему.
- Юри Янаги (яп. 柳 悠里 Янаги Юри:) — осторожная и робкая девушка. Близкая подруга Ирохи. В действительности является манипулятором. Пойдёт на что угодно для достижения целей. Она умело управляет людьми, и часто этим пользуется. Девушка очень жадная и завистливая. Ничего не может поделать со своими эмоциями, кроме как притворяться тихой и застенчивой. После событий со шкатулками поступает в престижный университет вместе с Ирохой, которая не отворачивается от Юри, зная при этом о её настоящей сущности. Вступила в фото-клуб, продолжая очаровывать других своей лживой застенчивостью, став ещё более хитрым манипулятором.
- Миюки Карино (яп. 苅野 実柚紀 Карино Миюки) — ученица первого класса старшей школы, более известная по прозвищу Рино. В средней школе встречалась с Кодаем. Камиути часто издевался над бывшим парнем Карино, но она с подругами лишь посмеивалась. Миюки была заменой тихони Коконэ — настоящего объекта воздыхания Кодая. Однажды, после очередного случая насилия, свидетельницей которого стала Миюки, он запер её в отеле с мужчинами, которые начали приставать к ней. Когда девушка заперлась в туалете, она  написала Дайе сообщение о том, что её могут изнасиловать, — ей не поверили, и мужчины добились своего. После этого, озлобленная и обиженная Миюки, вместе со своими подружками, выжгла ужасное слово сигаретами на спине Коконэ. Хозяйка шкатулки «Кинотеатр гибели желаний».
- Кодай Камиути (яп. 神内 昂大 Камиути Кодаи) — легкомысленный и весёлый новичок, влюблённый в Коконэ. Является владельцем шкатулки «Игры бездельников». Был убит Дайей.
- Мать Камиути (яп. 昂大の母親) — мать Кодая. Растила сына в одиночку, так как отец бросил её, узнав, что женщина не собирается делать аборт. С детства учила Кодая, что нельзя решать все, полагаясь на силу, и чтобы он никогда не применял насилие.
- Нана Янаги (яп. 柳 奈々 Янаги Нана) — одноклассница Кадзуки в средней школе. Первая настоящая любовь Хосино, однако он был для неё лишь эмоциональной поддержкой, а сама встречалась с его лучшим другом, Тодзи. Часто позволяла Кадзуки слизывать её слезы. Бесследно пропадает вместе с Тодзи.
- Тодзи Кидзима (яп. 生島 統司 Кидзима Тодзи) — лучший друг Кадзуки в средней школы. Был парнем Наны Янаги, однако бросил её из-за её бедности. Исчезает одновременно с Наной. Во время «Игры бездельников» существо О появляется перед Кодаем и Дайей в обличье Янаги и говорит, что Тодзи и Нана живы, как и подозревал Кадзуки, но находятся в шкатулке Марии.
- Рико Асами (яп. 浅海 莉子 Асами Рико) — одна из многочисленных поклонников Марии. Весёлая, но упрямая.
- Рю Миядзаки (яп. 宮崎 龍 Миядзаки Рю:) — староста класса Кадзуки. Многие считают его надежным и образцовым учеником. Брат Рико Асами. Помогал Рико во время её "превращения" в Кадзуки Хосино. Убил своих родителей.
- Рука Хосино (яп. 星野 流香 Хосино Рука) — старшая сестра Кадзуки.
- Ая Отонаси (яп. 音無 アヤ Отонаси Ая) — старшая сестра Марии, разбившаяся вместе с родителями в автомобильной катастрофе. Мария берёт себе её имя и стремится стать воплощением её мечты.
- А (яп. アー) — гид шкатулки «Кинотеатр гибели желаний». На самом деле является сущностью О в облике Марии. Старалась умеренно помогать Дайе Оминэ, после того как объявила Кадзуки Хосино врагом.

## Ранобэ
Ранобэ за авторством Эйдзи Микагэ, иллюстрированное Тэцуо. Выпускалось под лейблом Dengeki Bunko издательством ASCII Media Works с 10 января 2009 года по 10 июня 2015 года. Состоит из 7 томов.
Лицензия на публикацию новеллы на английском языке принадлежит издательству Yen Press. 27 августа 2020 года издательство «Азбука» заявило о намерении издать серию ранобэ в России.

### Список томов ранобэ
| № | Заглавие                                                                                         | На японском                                  | На русском                      |
| - | ------------------------------------------------------------------------------------------------ | -------------------------------------------- | ------------------------------- |
| 1 | Пустая шкатулка и нулевая Мария. Кн. 1 Уцуро но хако то дзэро но Мариа (空ろの箱と零のマリア)    | 10 января 2009 года ISBN 978-4-04-867461-4   | 2021 год ISBN 978-5-389-19140-2 |
| 2 | Пустая шкатулка и нулевая Мария. Кн. 2 Уцуро но хако то дзэро но Мариа (空ろの箱と零のマリア2)   | 10 сентября 2009 года ISBN 978-4-04-868012-7 | 2021 год ISBN 978-5-389-19942-2 |
| 3 | Пустая шкатулка и нулевая Мария. Кн. 3 Уцуро но хако то дзэро но Мариа (空ろの箱と零のマリア3)   | 10 января 2010 года ISBN 978-4-04-868275-6   | 2021 год ISBN 978-5-389-20384-6 |
| 4 | Пустая шкатулка и нулевая Мария. Кн. 4 Utsuro no Hako to Zero no Maria 4 (空ろの箱と零のマリア4) | 10 июня 2010 года ISBN 978-4-04-868595-5     | 2022 год ISBN 978-5-389-20483-6 |
| 5 | Пустая шкатулка и нулевая Мария. Кн. 5 Utsuro no Hako to Zero no Maria 5 (空ろの箱と零のマリア5) | 10 июля 2012 года ISBN 978-4-04-886733-7     | 2023 год ISBN 978-5-389-20833-9 |
| 6 | Пустая шкатулка и нулевая Мария. Кн. 6 Utsuro no Hako to Zero no Maria 6 (空ろの箱と零のマリア6) | 10 января 2013 года ISBN 978-4-04-891251-8   | 2023 год ISBN 978-5-389-21414-9 |
| 7 | Пустая шкатулка и нулевая Мария. Кн. 7 Utsuro no Hako to Zero no Maria 7 (空ろの箱と零のマリア7) | 10 июня 2015 года ISBN 978-4-04-865193-6     | 2024 год ISBN 978-5-389-22083-6 |

### Музыка
Для ранобэ были написаны две музыкальные промо темы: опенинг «Zero ni Todoke» (яп. ゼロに届け Дзэро ни тодокэ, Reaching the Zeroth) и эндинг «Ryokiteki na Eien» (яп. 猟奇的な永遠 Рё:китэки на эйэн, Bizarre Eternity). Текст песен был написан автором новеллы Эйдзи Микагэ. Композитор Кэй Фудзимия. Исполнитель En. Синглы были представлены 26 апреля 2015 года на мероприятии «M3».

## Комментарии
1. ↑  В 1-м томе указан как 415.